# Włodzimierz Błaszczyk
Włodzimierz Błaszczyk (ur. 23 lipca 1929 we Włoszczowie, zm. 20 lipca 1989) – polski badacz i archeolog.

## Życiorys
Dzieciństwo i okres okupacji niemieckiej spędził wraz z rodziną w Krakowie. Tam uczęszczał do Państwowej Szkoły Pracy Społecznej, gdzie zdobył świadectwo maturalne. Następnie podjął studia na Uniwersytecie Jagiellońskim w Krakowie, gdzie w 1955 uzyskał tytuł magistra za pracę Pradzieje i wczesne średniowiecze Zagłębia Dąbrowskiego. Tytuł doktora uzyskał na Uniwersytecie im. Mikołaja Kopernika w Toruniu pracą Wyniki badań archeologicznych w strefie osady św. Gotarda na Starym Mieście w Poznaniu.
Po zakończeniu studiów został kierownikiem badań wykopaliskowych na terenie zamku w Będzinie. Zajął się także jego odbudową oraz podjął starania mające na celu otwarcie w tymże zamku Muzeum Zagłębia Dąbrowskiego, co udało się w 1956. Błaszczyk został mianowany jego dyrektorem. Od stycznia 1959 do roku 1969 był także dyrektorem muzeum w Częstochowie.
W latach 1960–1962 prowadził prace archeologiczne, których efektem było utworzenie Rezerwatu archeologicznego kultury łużyckiej w Częstochowie, przyczynił się także do otwarcia Muzeum Górnictwa Rud. Popierał badania nad fauną jaskiniową Jury Krakowsko-Częstochowskiej, bardzo interesowały go fortyfikacje obronne Jury i tam także prowadził swoje badania. Był wydawcą Rocznika Muzeum Okręgowego w Częstochowie. W 1969 został dyrektorem Muzeum Archeologicznego w Poznaniu. Błaszczyk tworzył rezerwaty w miejscach, w których prowadził prace archeologiczne – powołał rezerwaty na Starym Mieście w Poznaniu i we Wschowie. Z chęcią współpracował z historykami, urbanistykami, architektami i historykami sztuki. Od 1955 zajmował się badaniem zamków Wyżyny Krakowsko-Wieluńskiej oraz starych miast w: Mysłowicach, Będzinie, Częstochowie, Poznaniu i Gliwicach oraz strażnic obronnych w: Ostrężniku, Łutowcu, Przewodziszowicach i Suliszowicach.
W 1983 r. został dyrektorem Muzeum w Gliwicach i stanowisko to pełnił do 1989 r. Działał w wielu komisjach naukowych, np. Komisji do spraw Rezerwatów i Rewaloryzacji Zespołów Archeologiczno-Architektonicznych przy Generalnym Konserwatorze Zabytków w Warszawie, radach i towarzystwach, aktywnie uczestniczył w życiu kulturalnym i politycznym kraju. Pozostawił po sobie bogaty dorobek literacki, m.in.: artykuły prasowe, publikacje popularnonaukowe, recenzje, prace naukowe; redagował roczniki, książki, broszury i przewodniki. W 1982 r. wydano obszerną książkę pt. Będzin przez wieki. Dzieje miasta i jego rozwoju urbanistyczno-przestrzennego od średniowiecza do połowy XX w. na podłożu osadnictwa w starożytności i wczesnym średniowieczu, w której Błaszczyk zaprezentował rezultaty badań prowadzonych na terenie zamku w Będzinie. Jego działalność i wkład w rozwój badań archeologicznych zostały nagrodzone licznymi odznaczeniami i medalami: Srebrny (1959) i Złoty Krzyż Zasługi (1969), Srebrna (1959) i Złota Odznaka Zasłużonego w Rozwoju Województwa Katowickiego (1969), Odznaka 1000-lecia Państwa Polskiego (1966), Złota Odznaka „Za opiekę nad zabytkami” (1965), Złota Odznaka Zasłużonego Działacza TRZZ (1966), Medal „Zasłużonemu dla archeologii polskiej” (1972), Medal 30-lecia Polski Ludowej (1974), Medal „Zasłużonemu dla Polskiego Towarzystwa Archeologicznego i Numizmatycznego” (1977), Srebrna Odznaka Zasłużonego dla Związku Zawodowego Pracowników Kultury i Sztuki. (1979), Odznaka Honorowa Miasta Poznania (1975), Krzyż Kawalerski Orderu Odrodzenia Polski (1976), odznaka honorowa „Za Zasługi w Rozwoju Województwa Poznańskiego” (1976), Medal 200-lecia Komisji Edukacji Narodowej (1977), Złota Odznaka za zasługi w rozwoju województwa przemyskiego (1981). W 1967 r. otrzymał Nagrodę Państwową III Stopnia Ministerstwa Kultury i Sztuki.
W 1954 r. poślubił Annę z domu Sala, z którą miał syna Andrzeja. Zmarł nagle na atak serca i został pochowany 20 lipca 1989 r. na cmentarzu junikowskim w Poznaniu.

## Najważniejsze prace badawcze
- prace na zamku w Będzinie (1955–1957)
- prace na zamku w Olsztynie (1959–1960)
- prace na zamku w Ogrodzieńcu (1959–1960 oraz 1962, 1968)
- prace na zamku w Mirowie (1960 oraz 1962)
- prace na zamku w Koziegłowach (1962, 1966 oraz 1967–1969)